# Campeonato Europeo de Baloncesto Masculino de 1975
La edición XIX del Campeonato Europeo de Baloncesto se celebró en Yugoslavia del 7 al 15 de junio de 1975. El torneo se disputó en 4 sedes: Split, Karlovac, Rijeka y Belgrado y contó con la participación de 12 selecciones nacionales.
La medalla de oro fue para la selección de la Yugoslavia, que se impuso a la Unión Soviética e Italia que se hicieron con la plata y el bronce respectivamente.

## Grupos
Los doce equipos participantes fueron divididos en tres grupos de la forma siguiente:
| Grupo A      | Grupo B         | Grupo C  |
| ------------ | --------------- | -------- |
| Italia       | Israel          | Bulgaria |
| Yugoslavia   | Polonia         | Grecia   |
| Países Bajos | Unión Soviética | Rumania  |
| Turquía      | Checoslovaquia  | España   |

## Primera fase

### Grupo A
| Equipo       | J | G | P | T+  | T-  | DT  | PTS |
| ------------ | - | - | - | --- | --- | --- | --- |
| Yugoslavia   | 3 | 3 | 0 | 277 | 210 | +67 | 6   |
| Italia       | 3 | 2 | 1 | 221 | 212 | +9  | 5   |
| Turquía      | 3 | 1 | 2 | 201 | 239 | -38 | 4   |
| Países Bajos | 3 | 0 | 3 | 204 | 242 | -38 | 3   |

| Fecha    | Partido    | Partido | Partido      | Resultado |
| -------- | ---------- | ------- | ------------ | --------- |
| 07.06.75 | Italia     | -       | Turquía      | 83-65     |
| 07.06.75 | Yugoslavia | -       | Países Bajos | 102-76    |
| 08.06.75 | Italia     | -       | Países Bajos | 69-64     |
| 08.06.75 | Yugoslavia | -       | Turquía      | 92-65     |
| 09.06.75 | Turquía    | -       | Países Bajos | 71-64     |
| 09.06.75 | Yugoslavia | -       | Italia       | 83-69     |

Todos los encuentros se disputaron en Split.

### Grupo B
| Equipo          | J | G | P | T+  | T-  | DT  | PTS |
| --------------- | - | - | - | --- | --- | --- | --- |
| Unión Soviética | 3 | 3 | 0 | 255 | 224 | +31 | 6   |
| Checoslovaquia  | 3 | 2 | 1 | 261 | 252 | +9  | 5   |
| Israel          | 3 | 1 | 2 | 246 | 255 | -9  | 4   |
| Polonia         | 3 | 0 | 3 | 232 | 263 | -31 | 3   |

| Fecha    | Partido         | Partido | Partido         | Resultado |
| -------- | --------------- | ------- | --------------- | --------- |
| 07.06.75 | Checoslovaquia  | -       | Israel          | 86-85     |
| 07.06.75 | Unión Soviética | -       | Polonia         | 79-72     |
| 08.06.75 | Checoslovaquia  | -       | Unión Soviética | 81-91     |
| 08.06.75 | Israel          | -       | Polonia         | 90-84     |
| 09.06.75 | Unión Soviética | -       | Israel          | 85-71     |
| 09.06.75 | Checoslovaquia  | -       | Polonia         | 94-76     |

Todos los encuentros se disputaron en Karlovac.

### Grupo C
| Equipo   | J | G | P | T+  | T-  | DT  | PTS |
| -------- | - | - | - | --- | --- | --- | --- |
| España   | 3 | 3 | 0 | 270 | 203 | +67 | 6   |
| Bulgaria | 3 | 2 | 1 | 235 | 218 | +17 | 5   |
| Rumania  | 3 | 1 | 2 | 199 | 237 | -38 | 4   |
| Grecia   | 3 | 0 | 3 | 195 | 241 | -46 | 3   |

| Fecha    | Partido  | Partido | Partido  | Resultado |
| -------- | -------- | ------- | -------- | --------- |
| 07.06.75 | España   | -       | Bulgaria | 85-74     |
| 07.06.75 | Grecia   | -       | Rumania  | 61-71     |
| 08.06.75 | España   | -       | Rumania  | 96-66     |
| 08.06.75 | Bulgaria | -       | Grecia   | 81-71     |
| 11.06.75 | España   | -       | Grecia   | 89-63     |
| 11.06.75 | Rumania  | -       | Bulgaria | 62-80     |

Todos los encuentros se disputaron en Rijeka.

## Fase final

### Grupo de consolación
| Equipo       | J | G | P | T+  | T-  | DT  | PTS |
| ------------ | - | - | - | --- | --- | --- | --- |
| Israel       | 5 | 5 | 0 | 478 | 422 | +56 | 10  |
| Polonia      | 5 | 3 | 2 | 416 | 387 | +29 | 8   |
| Turquía      | 5 | 3 | 2 | 379 | 396 | -17 | 8   |
| Países Bajos | 5 | 2 | 3 | 356 | 377 | -21 | 7   |
| Rumania      | 5 | 1 | 5 | 408 | 428 | -20 | 6   |
| Grecia       | 5 | 1 | 4 | 345 | 372 | -27 | 6   |

| Fecha    | Partido      | Partido | Partido      | Resultado |
| -------- | ------------ | ------- | ------------ | --------- |
| 11.06.75 | Israel       | -       | Países Bajos | 81-80     |
| 11.06.75 | Turquía      | -       | Polonia      | 86-77     |
| 12.06.75 | Turquía      | -       | Israel       | 77-101    |
| 12.06.75 | Grecia       | -       | Polonia      | 79-74     |
| 13.06.75 | Países Bajos | -       | Grecia       | 66-65     |
| 13.06.75 | Rumania      | -       | Polonia      | 81-82     |
| 14.06.75 | Rumania      | -       | Países Bajos | 74-80     |
| 14.06.75 | Israel       | -       | Grecia       | 87-76     |
| 14.06.75 | Turquía      | -       | Polonia      | 71-90     |
| 15.06.75 | Turquía      | -       | Grecia       | 74-64     |
| 15.06.75 | Polonia      | -       | Países Bajos | 86-66     |
| 15.06.75 | Bélgica      | -       | Rumania      | 119-105   |

### Grupo final
| Equipo          | J | G | P | T+  | T-  | DT  | PTS |
| --------------- | - | - | - | --- | --- | --- | --- |
| Yugoslavia      | 5 | 5 | 0 | 460 | 373 | +87 | 10  |
| Unión Soviética | 5 | 4 | 1 | 432 | 395 | +37 | 9   |
| Italia          | 5 | 2 | 3 | 381 | 364 | +17 | 7   |
| España          | 5 | 2 | 3 | 397 | 422 | -25 | 7   |
| Bulgaria        | 5 | 1 | 4 | 386 | 444 | -58 | 6   |
| Checoslovaquia  | 5 | 1 | 4 | 358 | 416 | -58 | 6   |

| Fecha    | Partido         | Partido | Partido         | Resultado |
| -------- | --------------- | ------- | --------------- | --------- |
| 11.06.75 | Bulgaria        | -       | Checoslovaquia  | 86-70     |
| 11.06.75 | España          | -       | Yugoslavia      | 76-98     |
| 12.06.75 | Unión Soviética | -       | Italia          | 69-65     |
| 12.06.75 | Yugoslavia      | -       | Checoslovaquia  | 84-68     |
| 13.06.75 | Italia          | -       | España          | 89-69     |
| 13.06.75 | Unión Soviética | -       | Bulgaria        | 94-79     |
| 14.06.75 | Italia          | -       | Checoslovaquia  | 68-72     |
| 14.06.75 | Unión Soviética | -       | España          | 94-80     |
| 14.06.75 | Bulgaria        | -       | Yugoslavia      | 76-105    |
| 15.06.75 | España          | -       | Checoslovaquia  | 87-67     |
| 15.06.75 | Italia          | -       | Bulgaria        | 90-71     |
| 15.06.75 | Yugoslavia      | -       | Unión Soviética | 90-84     |

Todos los partidos tuvieron lugar en Belgrado

## Medallero
|            |                 |        |
| Yugoslavia | Unión Soviética | Italia |

## Clasificación final
| 1. - Yugoslavia      |
| 2. - Unión Soviética |
| 3. - Italia          |
| 4. - España          |
| 5. - Bulgaria        |
| 6. - Checoslovaquia  |
| 7. - Israel          |
| 8. - Polonia         |
| 9. - Turquía         |
| 10. - Países Bajos   |
| 11. - Rumania        |
| 12. - Grecia         |

## Trofeos individuales

### Mejor jugadorMVP
- Krešimir Ćosić

## Plantilla de los 4 primeros clasificados
1. Yugoslavia: Krešimir Ćosić, Drazen Dalipagic, Mirza Delibašić, Dragan Kićanović, Zoran Slavnic, Nikola Plecas, Zeljko Jerkov, Vinko Jelovac, Damir Solman, Rato Tvrdić, Rajko Zizic, Dragan Kapicic (entrenador: Mirko Novosel).
2. Unión Soviética: Serguéi Belov, Aleksandr Belov, Ivan Edeshko, Alzhan Zharmukhamedov, Mijaíl Korkia, Aleksandr Sidjakin, Valeri Miloserdov, Jurij Pavlov, Aleksander Boloshev, Aleksander Salnikov, Vladimir Zhigili, Aleksander Bolshakov (entrenador: Vladimir Kondrašin).
3. Italia: Dino Meneghin, Pierluigi Marzorati, Carlo Recalcati, Renzo Bariviera, Renato Villalta, Ivan Bisson, Lorenzo Carraro, Fabrizio Della Fiori, Marino Zanatta, Gianni Bertolotti, Giulio Iellini, Vittorio Ferracini (entrenador: Giancarlo Primo).
4. España: Juan Antonio Corbalán, Wayne Brabender, Clifford Luyk, Rafael Rullán, Luis Miguel Santillana, Manolo Flores, Carmelo Cabrera, Cristóbal Rodríguez, Jesús Iradier, Miguel López Abril, Joan Filbá, Miguel Ángel Estrada (entrenador: Antonio Díaz-Miguel).